# Jedediasz
Jedediasz (również Jedidiasz, hebr. ידידיה) to semickie imię męskie wywodzące się ze Starego Testamentu (2 Sm  12,25) oznaczające „umiłowany przez Jahwe” („umiłowany przez Jah”). Jest to imię nadane Salomonowi przez proroka Natana. Salomon był drugim synem Dawida z Batszebą (2Sm 12:24, 25). Stanowiło dowód, że Jahwe uznaje i miłuje to niemowlę – w przeciwieństwie do ich wcześniejszego dziecka, które jako owoc cudzołóstwa zostało przez Boga odrzucone i wkrótce po urodzeniu zmarło (2Sm 12:13–19). Imię Jedidiasz nie zastąpiło jednak imienia Salomon.